# Kirche Georgenburg
Die Kirche in Georgenburg in Ostpreußen war bis 1945 evangelische Pfarrkirche im heutigen Majowka in der russischen Oblast Kaliningrad (Gebiet Königsberg (Preußen)). Das Gotteshaus wurde 1693 als Ziegelbau errichtet und ist heute – bei mannigfacher Fremdnutzung – lediglich eine Ruine mit angebauter Lagerhalle.

## Geographische Lage
Majowka liegt zwei Kilometer nördlich des Stadtzentrums der Rajonhauptstadt Tschernjachowsk (Insterburg) an der russischen Fernstraße A 197 (frühere deutsche Reichsstraße 137) am Flüsschen Inster (russisch: Instrutsch). Die nächste Bahnstation ist Tschernjachowsk an der Bahnstrecke Kaliningrad–Nesterow (Königsberg–Stallupönen/Ebenrode) – Teilstück der einstigen Preußischen Ostbahn – zur Weiterfahrt nach Litauen und in das russische Kernland.

## Kirchengebäude
Bereits im Jahre 1429 gab es in Georgenburg eine Kirche. Der heute noch vorhandene, jedoch ruinöse Ziegelbau mit polygonal geschlossenem Chor wurde im Jahre 1693 errichtet und erhielt im Jahre 1847 einen erhöhten Turm.
Der Innenraum war flach gedeckt. Der Altar und die Kanzel waren reichhaltig mit Schnitzereien verziert. Beide stammten aus der Zeit um 1700 und wurden später zu einem Kanzelaltar vereinigt. Das Schnitzwerk hatte seine Entsprechungen an den Emporenbrüstungen. Der gesamte Innenraum wurde 1857 aufwändig restauriert.
Um 1770 erhielt die Kirche eine Orgel. Das Geläut bestand aus zwei Glocken.
Die Kirche stand westlich vom Schloss auf einer Anhöhe über dem Instertal. Der Blick von den Flusswiesen auf das Ensemble von Burg, Pfarrkirche und den hohen Gutsgebäuden war ansehnlich. In diesem Panorama fehlt heute das Gotteshaus.

## Kirchengemeinde
Bereits in vorreformatorischer Zeit war Georgenburg ein Kirchdorf. Die reformatorische Lehre hielt hier bereits sehr früh Einzug. Zwischen 1542 und 1564 wurde Georgenburg von der Kirche Saalau (russisch: Kamenskoje) aus verwaltet. Schon bald war der Ort der Inspektion Insterburg zugeordnet und blieb bis 1945 im Kirchenkreis Insterburg in der Kirchenprovinz Ostpreußen der Kirche der Altpreußischen Union. 
Im Jahr 1925 zählte das weitflächige Kirchspiel 5200 Gemeindeglieder. Aufgrund von Flucht und Vertreibung der einheimischen Bevölkerung sowie restriktiver Kirchenpolitik der Sowjetunion kam nach 1945 das kirchliche Leben hier zum Erliegen. Heute liegt Majowka im Einzugsbereich der in den 1990er Jahren neu entstandenen evangelisch-lutherischen Pfarrgemeinde in Tschernjachowsk (Insterburg) innerhalb der Propstei Kaliningrad der Evangelisch-lutherischen Kirche Europäisches Russland.

### Kirchspielorte
Das Kirchspiel Georgenburg gliederte sich neben dem Pfarrort in 42 einzelne Orte, Ortschaften und Wohnplätze (* = Schulort):
| Name                     | Namensänderung 1938–1946 | Russischer Name |  | Name                           | Namensänderung 1938–1946 | Russischer Name |  |
| ------------------------ | ------------------------ | --------------- |  | ------------------------------ | ------------------------ | --------------- |  |
| Augustlauken             |                          |                 |  | Lindenhof                      |                          |                 |  |
| *Auxkallen               | Ringelau                 |                 |  | Nettienen                      |                          | Krasnaja Gorka  |  |
| Auxkallnehlen            | Blumenbach               |                 |  | Neugrün                        |                          |                 |  |
| Blumental                |                          | Owraschnoje     |  | Neusorge                       |                          |                 |  |
| Budwethen                | Schönwaldau (seit 1931)  | Woronino        |  | Neuteich                       |                          |                 |  |
| Eszergallen (Eßergallen) |                          |                 |  | Padrojen                       | Drojental                | Gornostajewo    |  |
| Freiwalde                |                          |                 |  | *Pagelienen                    |                          | Perelesnoje     |  |
| Georgenburgskehlen       | Kleingeorgenburg         | Timirjasewo     |  | *Pleinlauken                   | Rosenthal                | Nismennoje      |  |
| Geswethen                | Landwehr                 | Nagornoje       |  | Pawarutschen                   |                          |                 |  |
| *Gillischken             | Insterblick              | Priretschnoje   |  | Reckeitschen                   |                          |                 |  |
| *Groß Kalkeningken       | Kalkhöhe                 | Saborje         |  | Roßthal                        |                          | Krugloje        |  |
| Guttawutschen            |                          | Lipowka         |  | Stagutschen                    | Kammergut                |                 |  |
| Ischdaggen               | Brandenau                | Berestowo       |  | *Sterkeninken                  | Starkenicken             | Sowchosnoje     |  |
| Justinenhof              |                          |                 |  | Szacken (Schacken)             | Schackenau               | Lipowka         |  |
| *Kamputschen             |                          |                 |  | Szieleitschen (Schieleitschen) |                          |                 |  |
| Kamszarden               | Bergental (seit 1928)    | Priwolnoje      |  | Tarputschen                    | Tarpen                   | Brjanskoje      |  |
| *Kauschen                | Horstenau (seit 1928)    |                 |  | Tobacken                       |                          |                 |  |
| Klein Kalkeningken       |                          |                 |  | Uszeszern ab 1928: Roßthal     |                          | Krugloje        |  |
| Klein Reckeitschen       | Blüchersdorf             |                 |  | Waldhaus                       |                          |                 |  |
| *Leipeningken            | Georgental (seit 1928)   | Dowatorowka     |  | Werxnen                        | Tonfelde                 |                 |  |
| Leppienen                |                          |                 |  | Zwion                          |                          | Dowatorowka     |  |

### Pfarrer
An der Georgenburger Kirche amtierten von der Reformation bis 1945 als evangelische Geistliche:
- NN.
- N. Arnoldi, ab 1538
- NN., 1541
- Laurentius Scheyer, ab 1564
- Johann Walther, 1568–1572
- NN., ab 1573
- Johann Bilauck, 1576–1603
- Valentin Feuerstock, 1604–1626
- Georg Kewnick, 1626–1659
- Georg Pusch, 1659
- Johann Rebentisch d. Ä., ab 1659
- Christoph Rebentisch, 1679–1680
- Johann Rebentisch d. J.,
 1680–1710
- Georg Friedrich Dressler, 1709–1710
- Chr. Friedrich Weißermel, 1710–1725
- Peter Gottlieb Mielcke, 1726–1735
- Johann Samuel Hassenstein, 1736–1755
- Christian Lowin, 1755–1771
- Hohann Wilhelm Vorhoff. 1771–1819
- Abraham Hart, 1798–1801
- Ludwig Böhmer, 1802–1812
- Gottfried Ludwig Hirsch, 1812–1833
- Leopold Jacob Krüger, 1833–1857
- Ernst Adolf Jacob Krüger, 1850–1857[8]
- Franz Theodor W. Passauer, 1857–1876[8]
- Friedrich Oskar Meder, 1876–1894
- Franz Martin Neßlinger, 1894–1933[8]
- Erich Riedel, 1933–1940
- Herbert Drews, 1940–1945